# Người Hà Lan bay

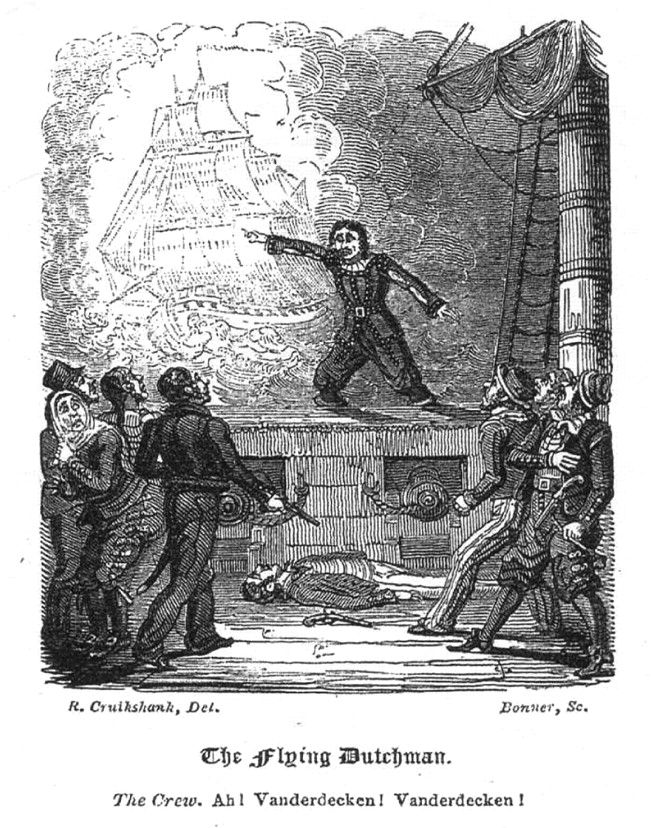
Mặt tiền cuốn "The Flying Dutchman" của Edward Fitzball

Truyền thuyết về người Hà Lan bay (tiếng Anh: The Flying Dutchman; tiếng Hà Lan: De Vliegende Hollander) liên quan đến một con tàu ma bí ẩn, nó phải chịu số phận vĩnh cửu là đi luẩn quẩn trong vùng nước mênh mông xung quanh đó mà không bao giờ có thể cập bờ vào vùng mũi đất. Câu chuyện có thể bắt nguồn từ những truyền thuyết dân gian từ thế kỷ 17. Các dị bản còn tồn tại lâu đời nhất xuất hiện từ cuối thế kỷ 18.
Những điều người ta trông thấy vào thế kỷ 19 và 20 là một con tàu phát sáng ra những ánh sáng ma quái. Trong truyền thuyết hàng hải, nhìn thấy con tàu ma này là một điềm báo cho sự diệt vong. Một trong những chuyển thể nổi tiếng nhất là một tác phẩm của Richard Wagner, bản Opera Người Hà Lan bay, được thực hiện lần đầu tiên vào năm 1843 ở Dresden.

### Hội họa

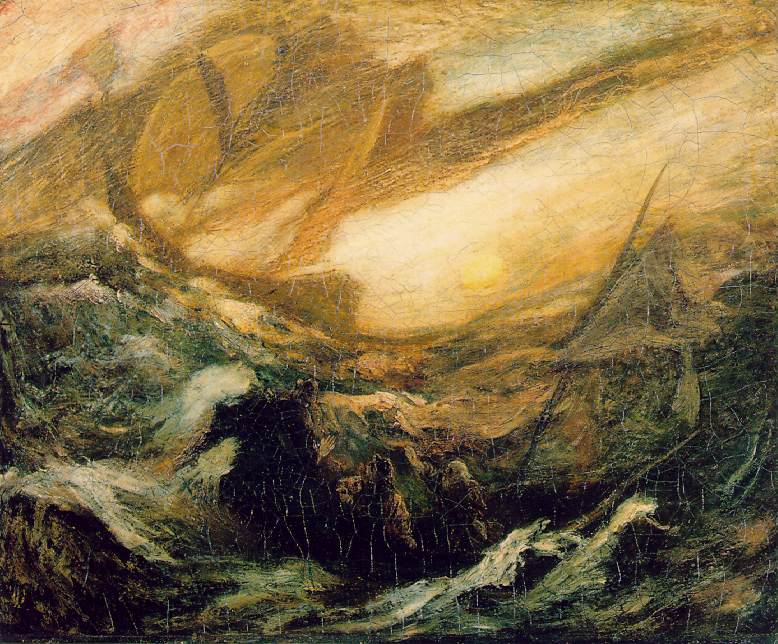
The Flying Dutchman của Albert Pinkham Ryder, Smithsonian American Art Museum, Washington DC

### Phim và truyền hình

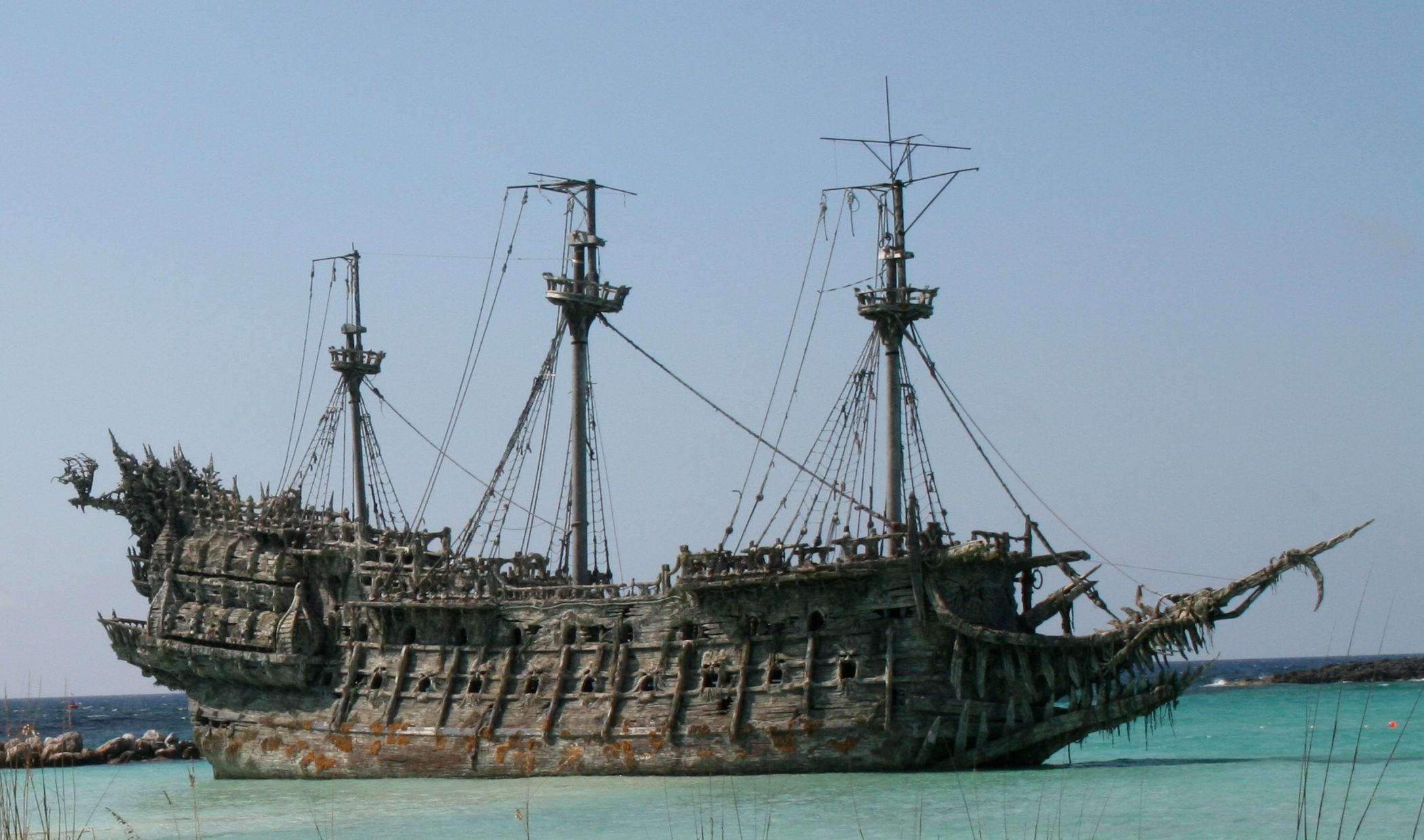
Chiếc Flying Dutchman trong Cướp biển vùng Caribe tại khu du lịch Disney Castaway Cay